# Moyon
Moyon település Franciaországban, Manche megyében. Lakosainak száma 1094 fő (2018. január 1.). Moyon Le Mesnil-Herman, Chevry, Beaucoudray és Fervaches községekkel határos.

## Népesség
A település népességének változása:
| Lakosok száma | 884  | 824  | 712  | 673  | 894  | 1102 | 1132 | 1541 | 1113 | 1094 |
|               | 1962 | 1968 | 1975 | 1990 | 1999 | 2008 | 2013 | 2016 | 2017 | 2018 |